# Lithocarpus mekongensis
Lithocarpus mekongensis är en bokväxtart som först beskrevs av Aimée Antoinette Camus, och fick sitt nu gällande namn av Cheng Chiu Huang och Y.T.Zhang. Lithocarpus mekongensis ingår i släktet Lithocarpus och familjen bokväxter. Inga underarter finns listade.